# Крюков, Сергей Павлович
Сергей Павлович Крюков (1 января 1939, Москва, СССР — 29 мая 2009, Москва, Россия) — советский и российский организатор разработки и производства авионики для летательных аппаратов, лауреат Ленинской и Государственной премий СССР, профессор, доктор технических наук.

## Биография
Родился 1 января 1939 года в Москве, в семье партийных работников. Русский. В 1964 году окончил Московский авиационный институт по специальности «Системы управления летательных аппаратов» и по распределению был направлен инженером на московское предприятие п/я 228 (ОКБ-923 — НИИ-923) Министерства авиационной промышленности СССР. В 1966 году НИИ-923 получил открытое наименование — Московский институт электромеханики и автоматики (МИЭА), в котором Крюков до конца своих дней трудился на различных должностях: в 1967—1975 гг.: старший инженер, старший научный сотрудник, начальник отдела, начальник отдела, в 1975—1989 гг.: заместитель директора, первый заместитель директора и директор института.
С 1989 года президент корпорации «Авиаприбор» созданной на базе МИЭА. В 1994 году корпорация «Авиаприбор» была акционированна и вошла в качестве головного института в состав одной из первых в российском авиаприборостроении вертикально-интегрированных структур — холдинговую компанию «Авиаприбор-холдинг» (четыре ОКБ и пять серийных заводов), возглавил её Крюков.
Под его руководством и при непосредственном участии были разработаны и приняты в серийную эксплуатацию навигационно-пилотажные комплексы для самолётов дальней и военно-транспортной авиации, системы автоматического управления для первого в мире сверхзвукового пассажирского самолёта Ту-144, магистральных самолётов Ту-154, Ту-204 и Ил-96, новейшие системы управления для самолётов нового поколения — Як-130, Ту-334 и Ан-148. Большой вклад внес в создание комплексов бортового оборудования для воздушно-космического самолёта «Буран». Исключительно велика заслуга Крюкова во внедрении новейших цифровых технологий в теорию и практику управления летательными аппаратами всех классов и назначений. Под его руководством проведен широкий круг теоретических исследований, результаты которых легли в основу создания перспективных комплексов бортового оборудования самолётов и вертолетов.
Крюков был членом Академии проблем безопасности, обороны и правопорядка,  Международного союза авиапромышленности,  некоммерческого партнёрства «Клуб авиастроителей», а также  председателем и членом научных советов, комиссий и комитетов.

## Награды и звания
- Орден Трудового Красного Знамени (1990)[2]
- Медали СССР и РФ
- Ленинская премия (1985)[2].
- Государственная премия СССР (1979)[2].
- Премия Правительства Российской Федерации в области науки и техники

### Монографии
- Крюков С. П., Ким Ю. В. Введение в прикладную теорию инерциальной навигации. — М.: Министерство авиационной промышленности, 1989. — 100 с. — (Отраслевая библиотека «Технический прогресс и повышение квалификации»).
- Коллектив авторов. Методы анализа и оценивания рисков в задачах менеджмента безопасности сложных технических систем: монография / общ. ред. С. П. Крюков, С. Д. Бодрунов. — СПб.: Корпорация «Аэрокосмическое оборудование», 2007. — 453 с. — ISBN 978-5-903106-02-8.

### Статьи
- Крюков С. П., Чесноков Г. И., Троицкий В. А. Опыт разработки и сертификации бесплатформенной инерциальной навигационной системы для гражданской авиации и создания на ее основе модификаций для управления движением морских, наземных и аэрокосмических объектов и задач геодезии и гравиметрии // Гироскопия и навигация : научный журнал. — 2002. — № 4 (39). — С. 115—124. — ISSN 0869-7035.

### Патенты
- Л. Г. Поляков, С. П. Крюков, Г. И. Чесноков, Г. В. Трубицын. Устройство Автономной Коррекции.
- О. Ф. Демченко, К. Ф. Попович, В. П. Школин, В. Н. Никитин, В. Г. Кодола, С.П. Крюков и др. Самолет С Системой Управления Общесамолетным Оборудованием.
- С. П. Крюков, В. В. Казаков, Н. А. Голованов, А. Г. Кузнецов, А. А. Калик. Способ управления самолетом.